# Glasten
Glasten ist ein Ortsteil der Stadt Bad Lausick im sächsischen Landkreis Leipzig. Er wurde am 1. Januar 1994 eingemeindet. 

## Geografie

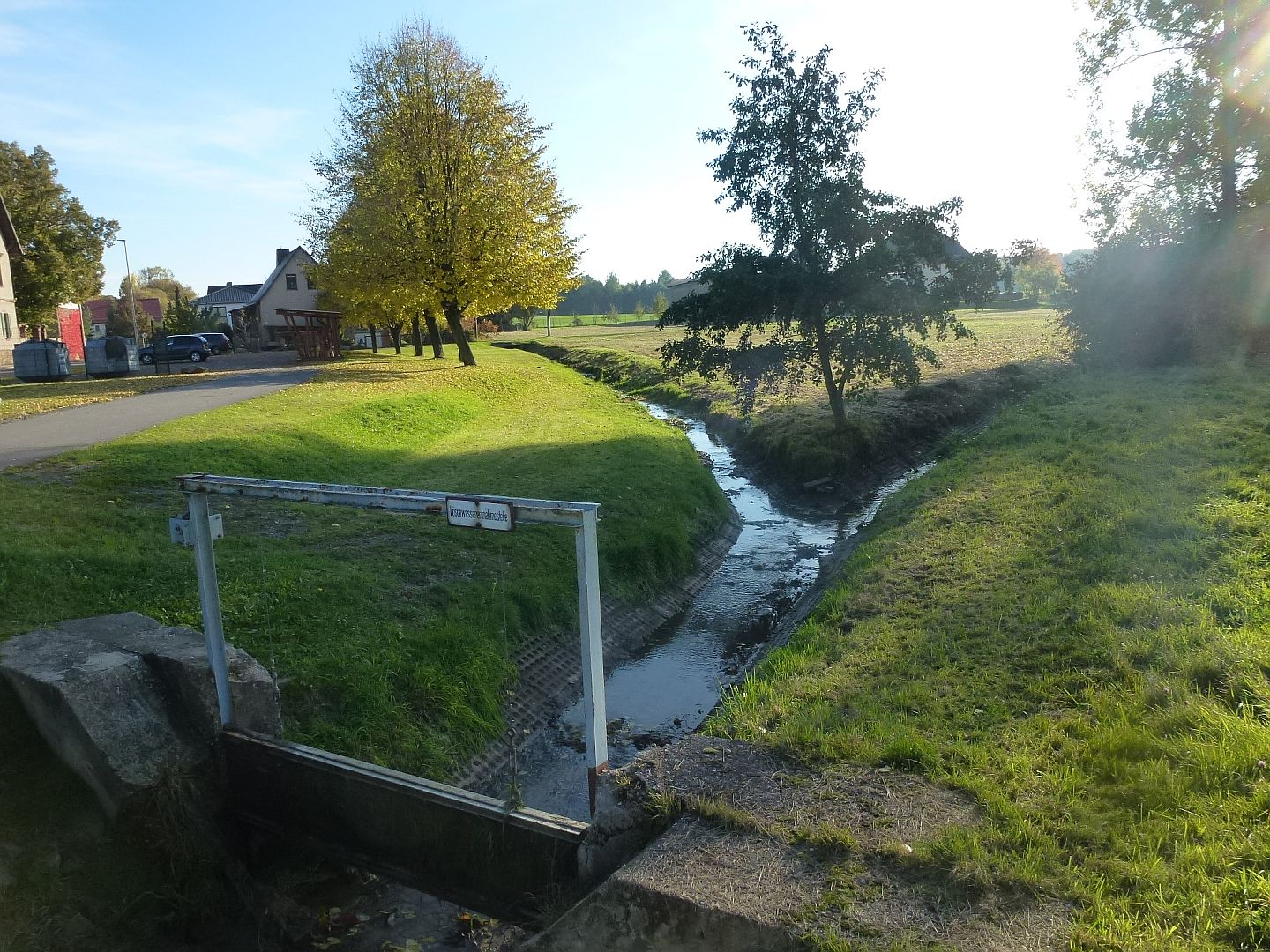
Parthequellflüsse in Glasten

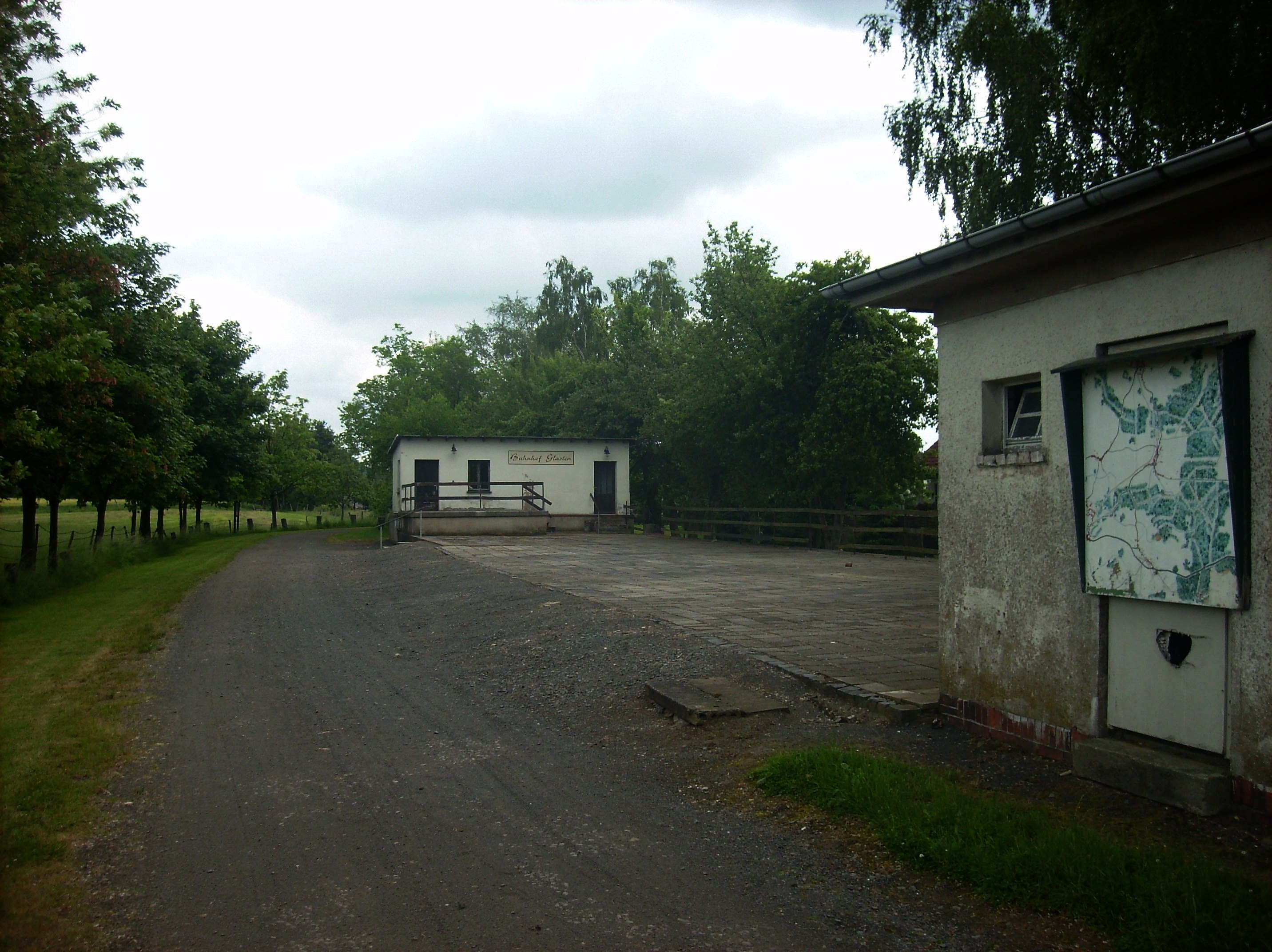
Ehemaliger Bahnhof Glasten

### Geografische Lage und Verkehr
Glasten befindet sich nordöstlich von Bad Lausick am Oberlauf der Parthe, deren Quellgebiet sich südöstlich von Glasten am Übergang vom Glastener Forst in den Colditzer Forst befindet. Dieses Forstgebiet umgibt Glasten im Norden, Osten und Süden. Von 1937 bis 1947 hatte der Ort einen Haltepunkt an der Bahnstrecke Borna–Großbothen.

### Nachbarorte
| Bernbruch   | Kleinbardau                                 | Großbothen, Leisenau |
| Etzoldshain | Kompassrose, die auf Nachbargemeinden zeigt | Schönbach            |
|             | Ballendorf                                  | Colditzer Forst      |

### Nahverkehr
Im öffentlichen Nahverkehr ist Glasten über die Haltestellen Glasten und Glasten, Parthequelle mit folgenden Linien erreichbar:
- Bus 608 (RBL): Ballendorf – Glasten – Kleinbardau – Großbardau
- TaktBus 613 (RBL): Colditz – Schönbach – Glasten – Ballendorf – Bad Lausick

## Geschichte

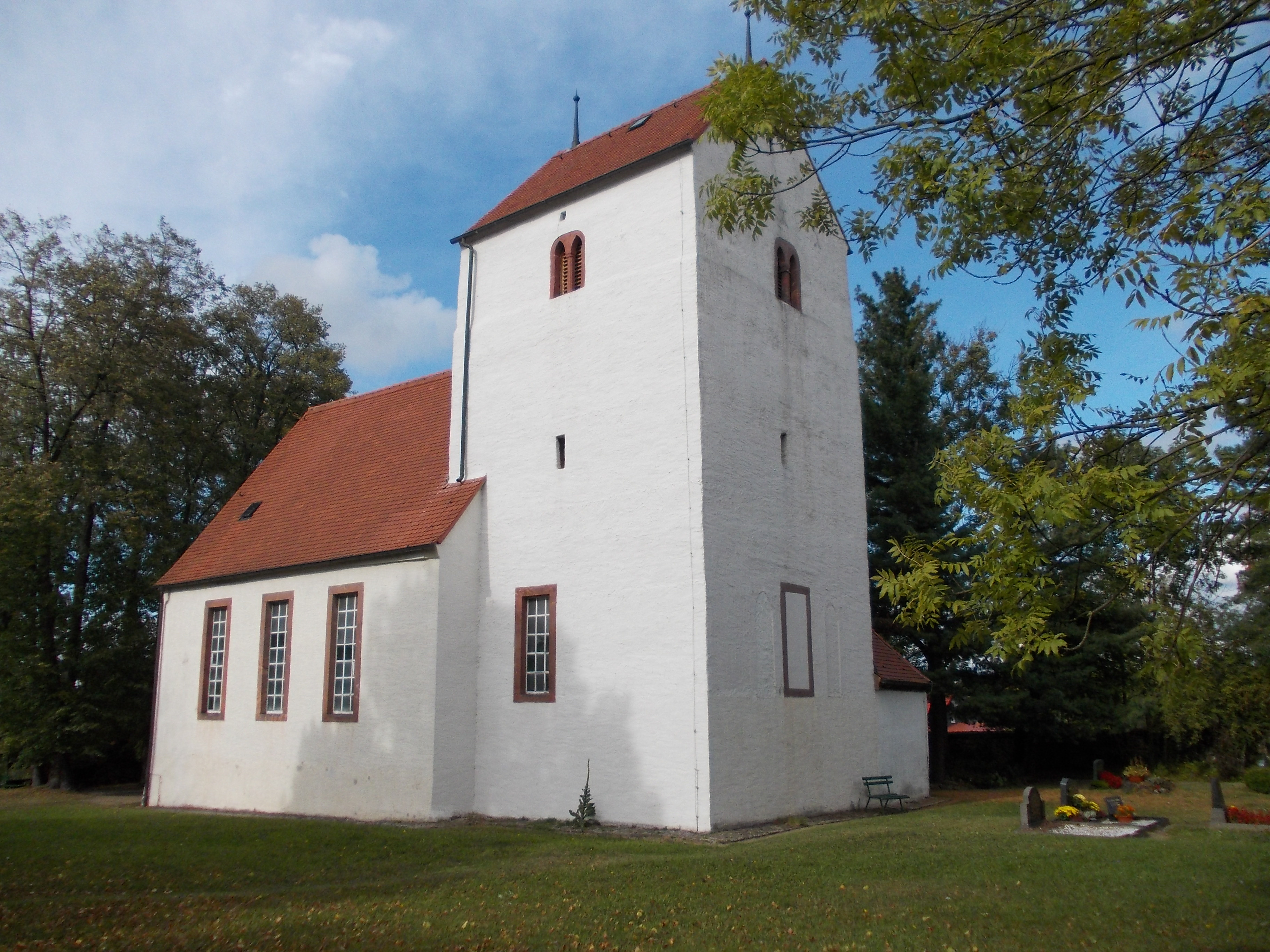
Glasten, Kirche

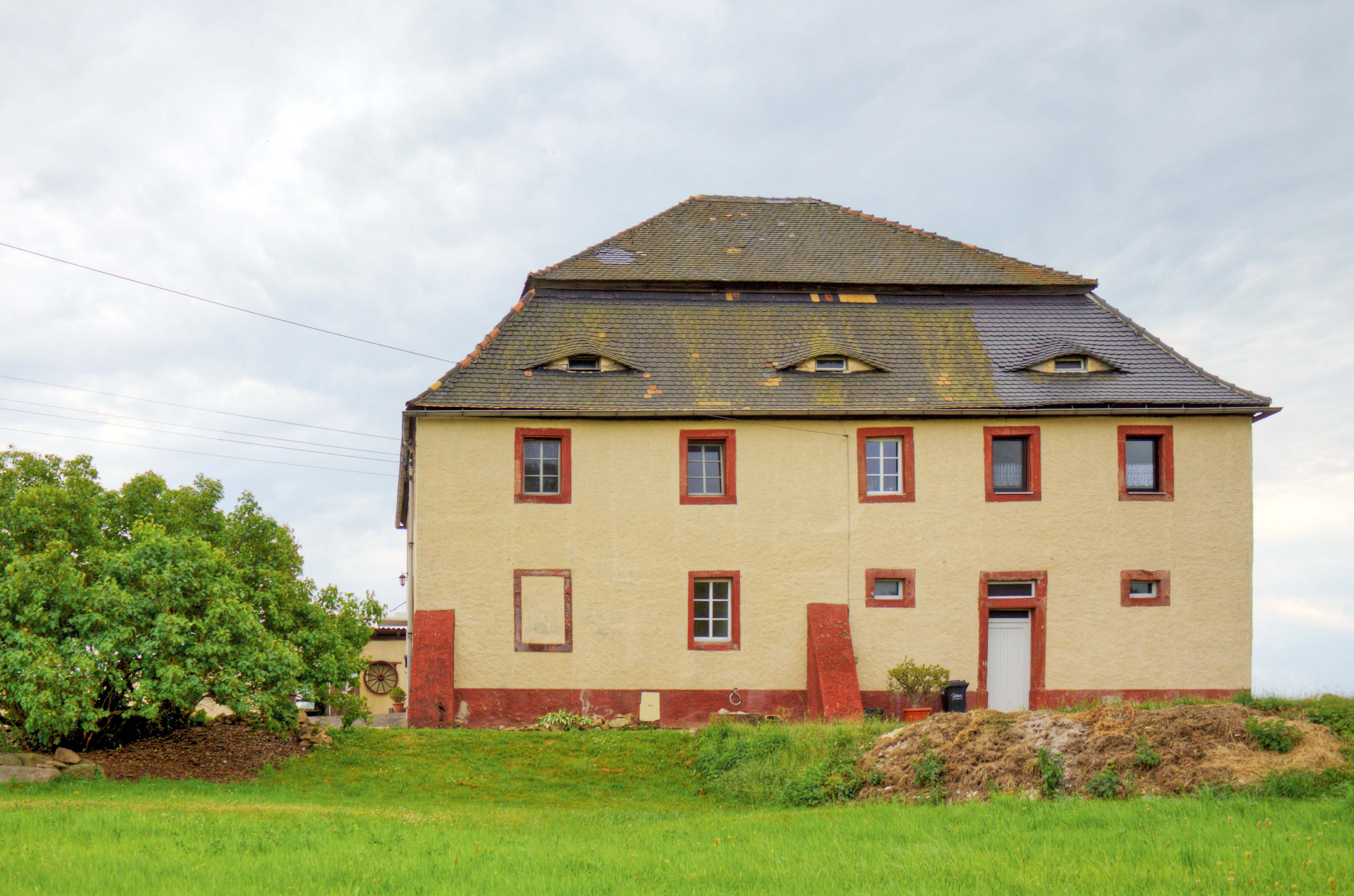
Glasten, Herrenhaus

Das Straßenangerdorf Glasten wurde im Jahr 1350 als Glasehutten erwähnt. Die Kirche des Orts wurde bereits um 1500 erwähnt. Bezüglich der Grundherrschaft unterstand Glasten als Amtsdorf bis 1856 dem kurfürstlich-sächsischen bzw. königlich-sächsischen Amt Colditz. Bei den im 19. Jahrhundert im Königreich Sachsen durchgeführten Verwaltungsreformen wurden die Ämter aufgelöst. Dadurch kam Glasten im Jahr 1856 unter die Verwaltung des Gerichtsamts Lausick und 1875 an die neu gegründete Amtshauptmannschaft Grimma. Glasten besaß zwischen 1937 und 1947 einen eigenen Bahnanschluss, der jedoch mit dem Streckenabbau der noch sehr jungen Bahnstrecke Borna–Großbothen als Reparationsleistung an die Sowjetunion nach dem Zweiten Weltkrieg ein jähes Ende fand.
Durch die zweite Kreisreform in der DDR im Jahr 1952 wurde die Gemeinde Glasten dem Kreis Grimma im Bezirk Leipzig angegliedert, der ab 1990 als sächsischer Landkreis Grimma fortgeführt wurde. Mit der Umgliederung der Stadt Bad Lausick vom Landkreis Geithain in den Landkreis Grimma am 1. Januar 1994 erfolgte gleichzeitig die Eingemeindung von Glasten. Als Ortsteil von Bad Lausick kam Glasten am 1. August 1994 zum Muldentalkreis, der 2008 im Landkreis Leipzig aufging.